# (1247) Memoria
(1247) Memoria – planetoida z pasa głównego asteroid okrążająca Słońce w ciągu 5 lat i 206 dni w średniej odległości 3,14 au. Została odkryta 30 sierpnia 1932 roku w Observatoire Royal de Belgique w Uccle przez Margueritte Laugier. Nazwa pochodzi od łacińskiego terminu memoria oznaczającego pamięć. Przed nadaniem nazwy planetoida nosiła oznaczenie tymczasowe (1247) 1932 QA.